# Edifici de la Caixa de Pensions (Sant Sadurní d'Anoia)
L'Edifici Caixa de Pensions és una obra de Sant Sadurní d'Anoia (Alt Penedès) protegida com a Bé Cultural d'Interès Local.

## Descripció
L'edifici ocupa tota la llargada del carrer Francesc Moragas, però també té entrada pels carrers Hospital i Sant Antoni. Té tres cossos, cadascun destinat a usos diferents; el central a vestíbul i escala, el de l'esquerra a museu i biblioteca, i el de l'esquerra a oficines i habitatge.
La imatge de l'edifici respon als criteris marcats per la institució, ja que la mateixa estètica la troben en altres edificis contemporanis de la Caixa. La decoració barreja elements classicistes, com les columnes i els frontons, i elements de regust gòtic com les finestres de les golfes.

## Història
A finals de 1931, la Caixa presenta la sol·licitud per aixecar un edifici al llarg del carrer Vilaró, després anomenat Francesc Moragas. El permís fa constar que l'obra es farà en zona de servitud i que està exempt de pagar tributs gràcies als estatuts de les caixes. Tot i que no fa referència a l'adquisició dels terrenys, aquests pertanyien a M. Dolors Vilaró i Raventós al 1892, quan, amb motiu d'una reforma de la casa, va cedir-ne una part per tal d'eixamplar el carreró que portaria el seu nom.
El projecte de la Caixa no es limitava simplement a obrir oficines sinó que oferia una biblioteca i un museu, que no s'inauguraria fins a la dècada els cinquanta. El museu es dedicaria a l'homenatge a la vellesa, festa molt vinculada a Sant Sadurní, ja que va sorgir en aquest municipi i posteriorment es va estendre a altres poblacions catalanes.